# Weiss Busreisen
Weiss Busreisen ist ein Reisebüro mit Sitz in St. Georgen bei Leibnitz. Weiss ist vor allem in der Steiermark im Regionalverkehr tätig, aber auch in Österreich und seinen Nachbarstaaten ist Weiss im Reiseverkehr anzutreffen.

## Geschichte
Weiss Busreisen wurde im Jahr 1927 von Hans Weiss gegründet. Die ersten Busse im Linienverkehr waren auf der Strecke Wolfsberg/Schwarzautal–Graz unterwegs. Nach 1950 waren die ersten Busse nicht nur österreichweit unterwegs, sondern auch in Nachbarstaaten. 1971 übernahm Helmut Schlögl, der Enkel von Hans Weiss, das Unternehmen.

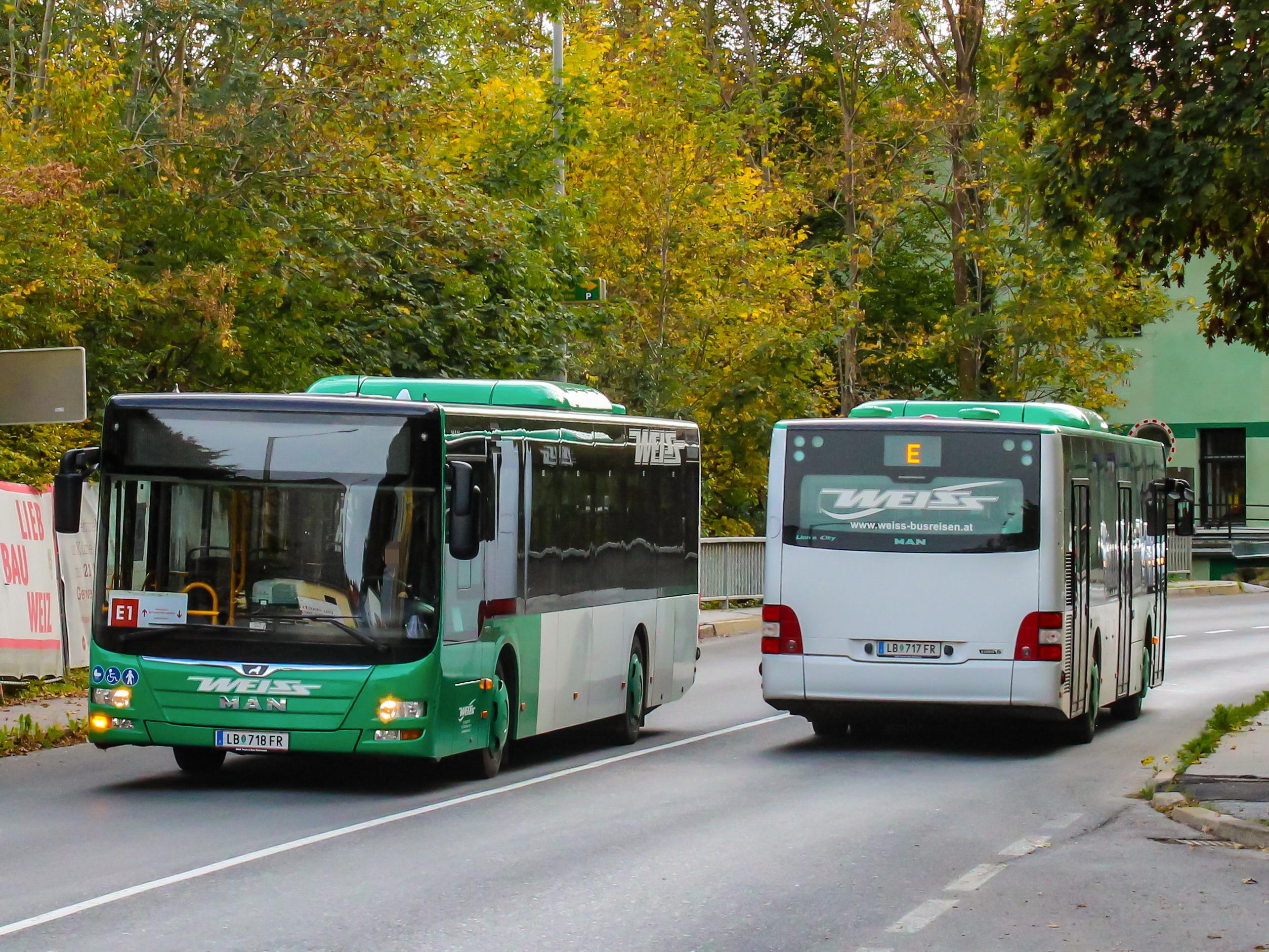
MAN Lions City von Weiss bei Mariatrost

Heute zählt sich Weiss zu einem der größten Reisebüros Österreichs.

## Linien
Weiss betreibt fünf Regionalbuslinien in der Steiermark.
| Linie | Linienverlauf                                                                 |
| ----- | ----------------------------------------------------------------------------- |
| 541   | Graz – Gössendorf – Hausmannstätten – Wolfsberg im Schwarzautal               |
| 551   | Liebensdorf – Leibnitz                                                        |
| 609   | Kaindorf an der Sulm – Glojach/Schwarzau im Wolfsbergtal                      |
| 610   | St. Peter am Ottersbach – Wagna – Leibnitz                                    |
| 620   | St. Georgen an der Stiefing – Wildon – Kalsdorf – Feldkirchen bei Graz – Graz |

Außerdem ist Weiss auch mit einigen Bussen als Subunternehmen der Graz Linien auf Grazer Stadtbuslinien und fallweise Schienenersatzverkehren im Einsatz.